# Tvåan (fotbollsserie)
Tvåan (Finska: Kakkonen) är den tredje högsta fotbollsserien för herrar i Finland och samtidigt den lägsta nationella serienivån. 
36 lag, indelade i tre grupper, deltar i Tvåan. Respektive serie spelas som en rak serie där alla lag möts i dubbelmöte. De tre gruppsegrarna samt det bästa andraplacerade laget kvalar vidare om två platser i Ettan. De tre sista lagen från respektive zon nedflyttas till Trean.

## Serier och lag säsongen 2020

### Grupp A
| Mest Använda Namn | Stad        | Officiellt klubbnamn                           | Upp/nerflyttningar från 2019 |
| ----------------- | ----------- | ---------------------------------------------- | ---------------------------- |
| Atlantis FC       | Helsingfors | Atlantis Football Club                         | Uppflyttade från Trean       |
| FC Espoo          | Esbo        | Football Club Espoo                            |                              |
| FC Jazz           | Björneborg  | Football Club Pori Jazz                        |                              |
| Grankulla IFK     | Grankulla   | Idrottsföreningen Kamraterna Grankulla Fotboll |                              |
| HJS               | Tavastehus  | Hämeenlinnan Jalkapalloseura                   | Uppflyttade från Trean       |
| Ilves II          | Tammerfors  | Ilves Tammerfors II                            |                              |
| KaaPo             | S:t Karins  | Kaarinan Pojat                                 |                              |
| Klubi 04          | Helsingfors | Talenttiklubi ry.                              |                              |
| Pallo-Iirot       | Raumo       | Pallo-Iirot ry                                 |                              |
| Pargas IF         | Pargas      | Pargas Idrottsförening                         | Uppflyttade från Trean       |
| SalPa             | Salo        | Salon Palloilijat                              |                              |
| TPV               | Tammerfors  | Tampereen Pallo-Veikot                         | Degraderade från Ettan       |

### Grupp B
| Mest Använda Namn | Stad          | Officiellt klubbnamn         | Upp/nerflyttningar från 2019 |
| ----------------- | ------------- | ---------------------------- | ---------------------------- |
| EPS               | Esbo          | Espoon Palloseura            |                              |
| FC Honka II       | Esbo          | Football Club Honka Espoo II |                              |
| FC Kiffen         | Helsingfors   | Football Club Kiffen 08 ry.  |                              |
| FC Lahden Reipas  | Lahtis        | Football Club Lahden Reipas  |                              |
| FC Viikingit      | Helsingfors   | Football Club Viikingit      |                              |
| JäPS              | Träskända     | Järvenpään Palloseura        |                              |
| Kultsu FC         | Villmanstrand | Kultsu Football Club         | Uppflyttade från Trean       |
| MiPK              | St: Michel    | Mikkelin Kissat              |                              |
| NJS               | Nurmijärvi    | Nurmijärven Jalkapalloseura  |                              |
| PEPO              | Villmanstrand | PEPO Lappenranta             |                              |
| PK Keski-Uusimaa  | Tusby         | Pallokerho Keski-Uusimaa     | Uppflyttade från Trean       |
| PK-35             | Helsingfors   | Pallokerho-35                | Uppflyttade från Trean       |

### Grupp C
| Mest Använda Namn | Stad      | Officiellt klubbnamn              | Upp/nerflyttningar från 2019 |
| ----------------- | --------- | --------------------------------- | ---------------------------- |
| FC Kiisto         | Vasa      | Football Club Kiisto Vasa         | Uppflyttade från Trean       |
| FC Vaajakoski     | Jyväskylä | Football Club Vaajakoski          |                              |
| GBK               | Karleby   | Gamlakarleby Bollklubb            |                              |
| Hercules          | Uleåborg  | Jalkapalloseura Hercules ry.      |                              |
| JBK               | Jakobstad | Jakobstads Bollklubb              |                              |
| Jippo             | Joensuu   | Jippo Joensuu                     |                              |
| JJK               | Jyväskylä | Jyväskylän Jalkapalloklubi        | Uppflyttade från Trean       |
| Kemi City FC      | Kemi      | Kemi City Football Club           | Uppflyttade från Trean       |
| OLS               | Uleåborg  | Oulun Luistinseura                |                              |
| RoPS II           | Rovaniemi | Rovaniemen Palloseura II          |                              |
| SC KuFu-98        | Kuopio    | Soccer Club KuopioFutis-98        |                              |
| VIFK              | Vasa      | Vasa Idrottsföreningen Kamraterna |                              |

### Fotnoter
1. ↑  ”Kakkonen 2017 | Suomen Palloliitto”. www.palloliitto.fi. Arkiverad från originalet den 24 september 2017. https://web.archive.org/web/20170924045654/https://www.palloliitto.fi/palloliitto/sarjat-ja-tulokset/miehet/kakkonen-2017. Läst 10 april 2017.